# 絲背羽鰓鰺
絲背羽鰓鰺（学名：Ulua aurochs），為輻鰭魚綱鱸形目鱸亞目鰺科羽鰓鰺屬下的一個種，分布於中西太平洋新幾內亞南部及澳洲西北部海域，為熱帶海水魚，體呈橢圓形且側扁，背鰭2個，第2背鰭及臀鰭軟條延長，尾鰭叉形，體上半部呈藍灰色帶金屬光澤，下半部銀白色，體長可達50公分，棲息在沿海海域，生活習性不明，可做為食用魚。